# Jurij Aleksandrovič Šaporin
Jurij Aleksandrovič Šaporin, in russo Юрий (Георгий) Александрович Шапорин? (Hluchiv, 27 ottobre 1887 – 9 dicembre 1966), è stato un compositore sovietico.

## Biografia
Figlio di un pittore e di una pianista, compì gli studi secondari a San Pietroburgo. Studiò poi filologia all'Università di Kiev e quindi giurisprudenza all'Università di San Pietroburgo.
Successivamente, intraprese gli studi musicali al conservatorio di San Pietroburgo nel 1913. I suoi insegnanti furono Nikolaj Aleksandrovič Sokolov (composizione), Maksimilian Štejnberg (orchestrazione) e Nikolaj Čerepnin (direzione d'orchestra). Si diplomò in composizione e direzione d'orchestra nel 1918.
Dopo la fondazione del teatro Tovstonogov nel 1919, egli ne divenne direttore musicale fino al 1928. Passò poi all'accademia teatrale di stato "Aleksandr Puškin" — anche noto come teatro Aleksandrinskij — dove rimase fino al 1934. Durante questo periodo compose gran parte della propria produzione musicale per il teatro.
Fu tra i fondatori della Assotsiatsiya Sovremennoy Muzyki (associazione per la musica contemporanea) nel 1923.
Durante gli anni '30 volse l'attenzione sulle opere per la grande orchestra e per il teatro d'opera. La sua opera lirica Dekabristi, su libretto di Aleksej Nikolaevič Tolstoj, incerniata sulla rivolta dei decabristi, era già stata ideata negli anni fra il 1920 ed il 1925. Completò una prima versione nel 1938, ma, non soddisfatto, decise di revisionarla. La completò soltanto nel 1953, grazie alla collaborazione con il librettista Vsevolod Roždestvenskij. L'opera vide la prima al Teatro Bol'šoj il 23 giugno 1953.
Il Bolshoi già nel 1938 aveva commissionato l'opera. Šaporin ricevette un'offerta per insegnare al conservatorio di Mosca e vi si trasferì lo stesso anno; tra i suoi allievi vi furono Eduard Artem'ev e Rodion Konstantinovič Ščedrin.

## Opere selezionate
- Piano sonatas (almeno due: Prima sonata, op. 5 pubblicata intorno al 1924. Sonata no. 2 op. 7, pubblicata nel 1929)
- Sinfonia per coro e orchestra, op. 11, completata nel 1932 ed eseguita in prima a Londra diretta da Albert Coates alla guida della BBC Symphony Orchestra
- Na pole Kukikovom (Sui campi di Kulikova): cantata, op. 14
- The Story of the Struggle for the Russian Soil op. 17 (registrata da HMV nel 1970)
- How long shall the kite fly? : oratorio for baritono, mezzosoprano, coro e orchestra, op. 20
- Pieces for cello and piano, op. 25
- Ballade for piano, op. 28
- Dekabristy, opera, completata nel 1953

### Colonne sonore
- The Deserter (1933)
- Tri pesni o Lenine ("Tre canzoni su Lenin") (1934)
- Zaklyuchennye ("Prigionieri") (1936)
- Victory (1938)
- Minin and Pozharsky (1939)
- Suvorov (1941)
- Kutuzov (1944)